# Michaux

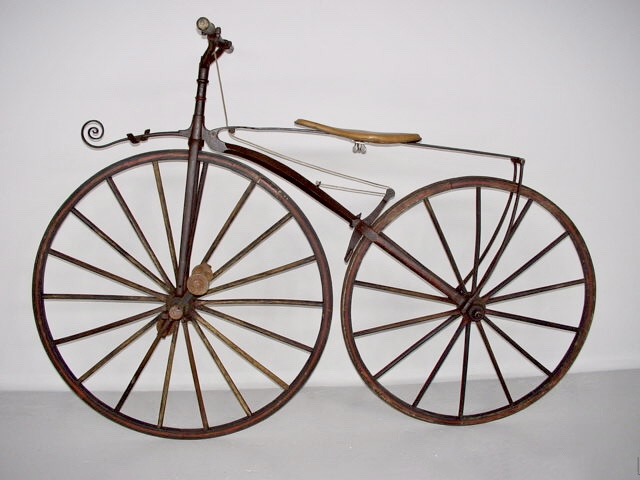
Een Typische Michaux

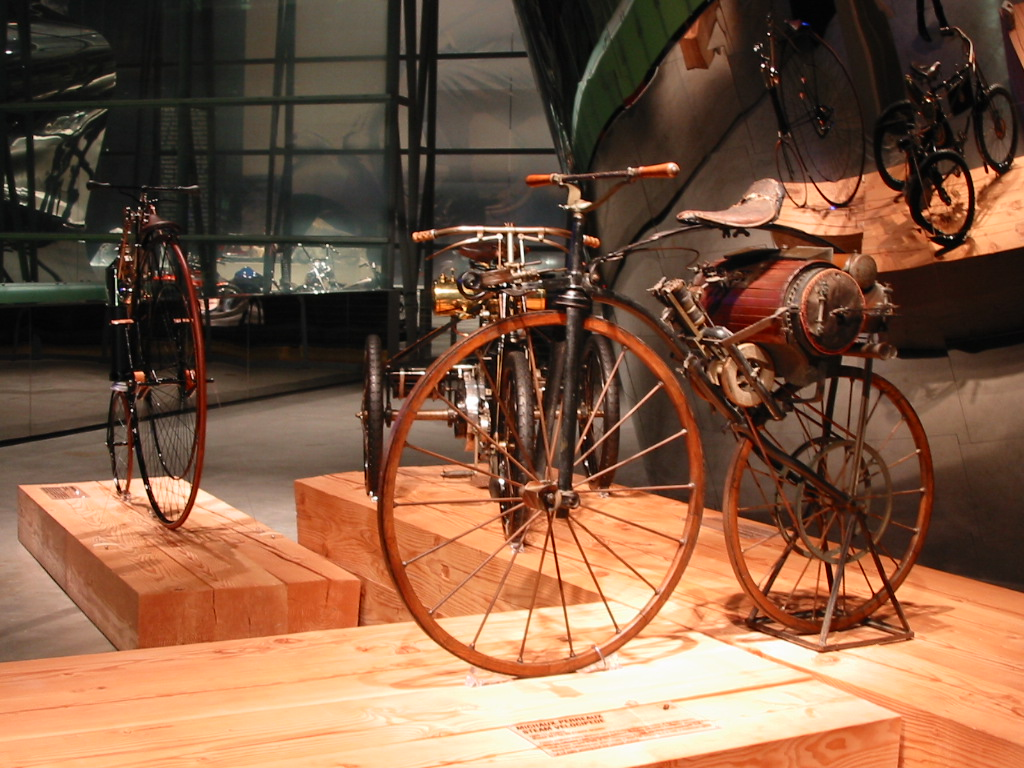
Michaux-Perraux Stoomvelocipede uit 1869

Michaux is een historisch merk van (motor)fietsen. Het is tevens de benaming voor een tweewieler met de trappers in het voorwiel.
In 1862 kwam een Franse wagenmaker op het idee om trappers te monteren op een draisine (loopfiets uit die tijd). De familie Michaux ging kort daarop deze eerste trapfietsen in serie bouwen en maakte deze eerste fietsen populair. Het eerste jaar waren het er maar een paar, maar het tweede jaar al 200, en toen de fietsfabriek van Michaux acht jaar later failliet ging bij het uitbreken van de Frans-Duitse Oorlog, hadden ze in totaal zo'n 20.000 fietsen gemaakt. 
Deze fietsen met twee ongeveer even grote wielen lijken al sterk op de moderne fiets, behalve dat de trappers in het voorwiel zitten. Ze werden in Frankrijk Michaux,  Michauline, of Vélocipède genoemd. Pierre Michaux had deze vroege fiets in 1867 ook geïntroduceerd in Groot-Brittannië en de Verenigde Staten, waar ze bekend werden als Boneshakers.
Het fietsen op een Michaux was geen sinecure. Een standaard Michaux had houten wielen en vaste pedalen en was daardoor lastig te besturen. De fietsen werden dan ook vooral gekocht om mee te showen, want er zat een stevig prijskaartje aan een Michaux.
Echter in 1868 maakte Compagnie Parisienne des Vélocipèdes al een speciale Race-Michauline met vrijloop, kogellagers en wielen met spaken en rubberbanden. Deze fiets was de toenmalige evenknie van een Formule 1-wagen.
Uit de Michauxs en Boneshakers werd later de hoge bi ontwikkeld.

## Michaux na 1870
Het familiebedrijf Michaux bleef actief op ontwikkeling van persoonlijk vervoer. Pierre Michaux en L.G. Perraux vroegen in 1888 patent aan op een stoommotorfiets. Daarvóór (al vanaf 1869) hadden ze al aan diverse prototypes gewerkt. Tegen de tijd dat ze hun patent aanvroegen, had Gottlieb Daimler zijn Einspur al gebouwd, die met een viertaktmotor was uitgerust.